# Maurice de Rothschild
Maurice Edmond Karl de Rothschild (Boulogne-Billancourt, Francuska, 19. svibnja 1881. – Pregny-Chambésy, Švicarska, 4. rujna 1957.), francuski sakupljač umjetnina, vlasnik vinograda, poduzetnik i političar; izdanak francuske loze bogate bankarske obitelji Rothschild.
Rodio se kao mlađi sin Edmonda Jakoba de Rothschilda (1845. – 1934.) i Adelheide von Rothschild (1853. – 1935.), kćerke Wilhelma Carla von Rothschilda (1828. – 1901.) iz napuljskog ogranka dinastije Rothschild. U mlađim godinama je bio svojeglav i nije se mnogo zanimao za obiteljske poslove. Godine 1900. naslijedio je imetak Adolpha Carla von Rothschilda (1823. – 1900.), rođaka iz talijanske loze obitelji, nakon čega je odselio u Ženevu, gdje je utemeljio švicarski ogranak obitelji.
Bavio se politikom te je bio zastupnik francuskih departmana Visokih Pirineja od 1919. godine i Visokih Alpa od 1924. godine. Pisao je i znanstvene radove, a organizirao je i zoološku ekspediciju u Africi.
Godine 1909. oženio je Noémie de Rothschild (1888. – 1968.), s kojom je imao sina Edmonda (1926. – 1997.). Godine 1940., tijekom Drugog svjetskog rata, ishodovao je dozvolu za utočište u Portugalu, kamo je sklonio obitelj pred nacistima.